# Exodus (álbum de Hikaru Utada)
Exodus es el sexto álbum de estudio de Utada Hikaru, y el segundo en su carrera americana, lanzado por Island Def Jam Music Group y Universal Music. Está cantado totalmente en perfecto inglés (gracias al hecho de que Hikaru nació y se crio en Nueva York) y fue lanzado bajo el nombre Utada, dado que su nombre Hikaru era difícil de pronunciar para los angloparlantes. Fue lanzado en Japón, los Estados Unidos de América, el Reino Unido, otros países de Europa y en el Brasil.
Fue un éxito rotundo en el país Nipón, pero paso desapercibido por el público estadounidense dado principalmente a una pobre promoción, pero ha hecho un gran suceso en los dance charts. Los resultados de ventas en el Reino Unido fueron igual de desesperanzadores. Aun así, la artista lo consideró una evolución importante en su carrera y estilo. Su estilo se americanizó para el proyecto, lo que no gustó a algunos fanes. La versión japonesa del CD trae un libreto especial con una traducción de las canciones y una foto extra de la cantante. Las traducciones fueron parcialmente hechas por profesionales y por Hikaru, que sintió que si no era ella la que traducía las letras, mucho del significado de las canciones se perdería.
La edición inglesa trae una portada diferente y fotos interiores diferentes, también. 
En total, fueran vendidas 1 350 000 copias por todo el mundo.
Su canción "Devil Inside" fue un número 1 en los charts de baile en discotecas en los Estados Unidos.
En 20 de septiembre de 2006 salió en Japón una reedición de este álbum.

## Lista de canciones
1. "Opening" - 1:50
2. "Devil Inside" - 3:58
3. "Exodus '04" - 4:32
4. "The Workout" - 4:01
5. "Easy Breezy" - 4:03
6. "Tippy Toe" - 4:15
7. "Hotel Lobby" - 4:30
8. "Animato" - 4:31
9. "Crossover Interlude" - 1:18
10. "Kremlin Dusk" - 5:14
11. "You Make Me Want to Be a Man" - 4:37
12. "Wonder 'Bout" - 3:48
13. "Let Me Give You My Love" - 3:38
14. "About Me" - 4:00

Canciones adicionales (bonus) de la versión inglesa:
15. "You Make Me Want to Be a Man (Bloodshy and Avant Mix)"
16. "You Make Me Want to Be a Man (Junior Jack Mix)"

## Curiosidades
-Se mantuvo en el número 1 de los charts japoneses por 20 semanas consecutivas, vendiendo en total 1,074,000 unidades. Sin embargo, Exodus se quedó en el número 160 de los charts americanos.
-Exodus tiene el récord de ser el disco de lengua inglesa más vendido de la historia en Japón.
-Exodus debutó como el número 1 de los Charts Mundiales (siendo la segunda vez que esto le ocurre a una artista asiática, la primera siendo Hikaru de nuevo) y se mantuvo allí por 3 semanas.
-Exodus incluye un mensaje en inglés en el libreto. El mensaje es el siguiente:

I want to thank the following people for uderstanding and supporting my
work, Lyor Cohen, Antonio "LA" Reid, Steve Bartels and everyone at the Island
Def Jam Music Group, past and present, Mom, Dad, Goh-san, Kaz, my
HOMIES at the Hit Factory New York and Miami, my security team, and my 
legal team: Elliot Groffman, Jennifer Justice, Ronald N. Inouye. To fans of my
Japanese work - I hope you like this too. Seikou inotte kurete arigatou! A "Hi,
how are you? Lookie! It's done!" to the artists on the álbum: Jeff Golub, Jon
Theodore, Bryan G. Russel, Timbaland, Steve Sidelnyk, and Pete Davis.
...And thank YOU for picking up this álbum. 

que en nuestro idioma, sería:
Quiero agradecer a las siguientes personas por entender y apoyar mi
trabajo, Lyor Cohen, Antonio "LA" Reid, Steve Bartels y todo el mundo en Island
Def Jam Music Group, pasado y presente, Mamá, Papá, Kaz, mis
AMIGOS al Hit Factory New York y Miami, mi equipo de seguridad, y mi
equipo legal: Elliot Groffman, Jennifer Justice, Ronald N. Inouye.
A los seguidores de mi trabajo japonés - Espero que esto os guste también. Seikou inotte kurete arigatou! Un "Hola, como estas? Mira! Lo he terminado!" a los artistas en el CD,
Jeff Golub, Jon Theodore, Bryan G.Russel, Timbaland, Steve Sidelnyk, y Pete Davis.
...Y gracias a TI por comprar este CD.
-El disco tuvo la colaboración del artista y productor americano Timbaland en varias canciones.
- Datos: Q2698897